# Territoire du Minnesota

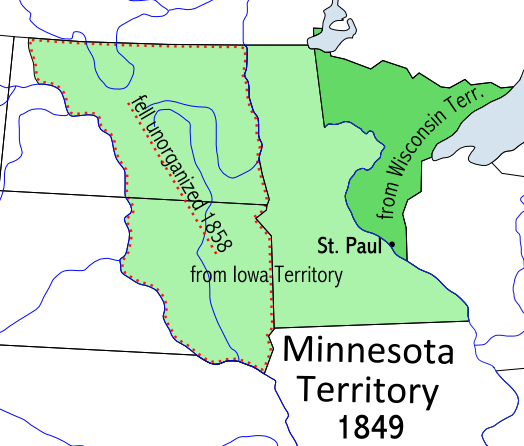
Carte du territoire du Minnesota.

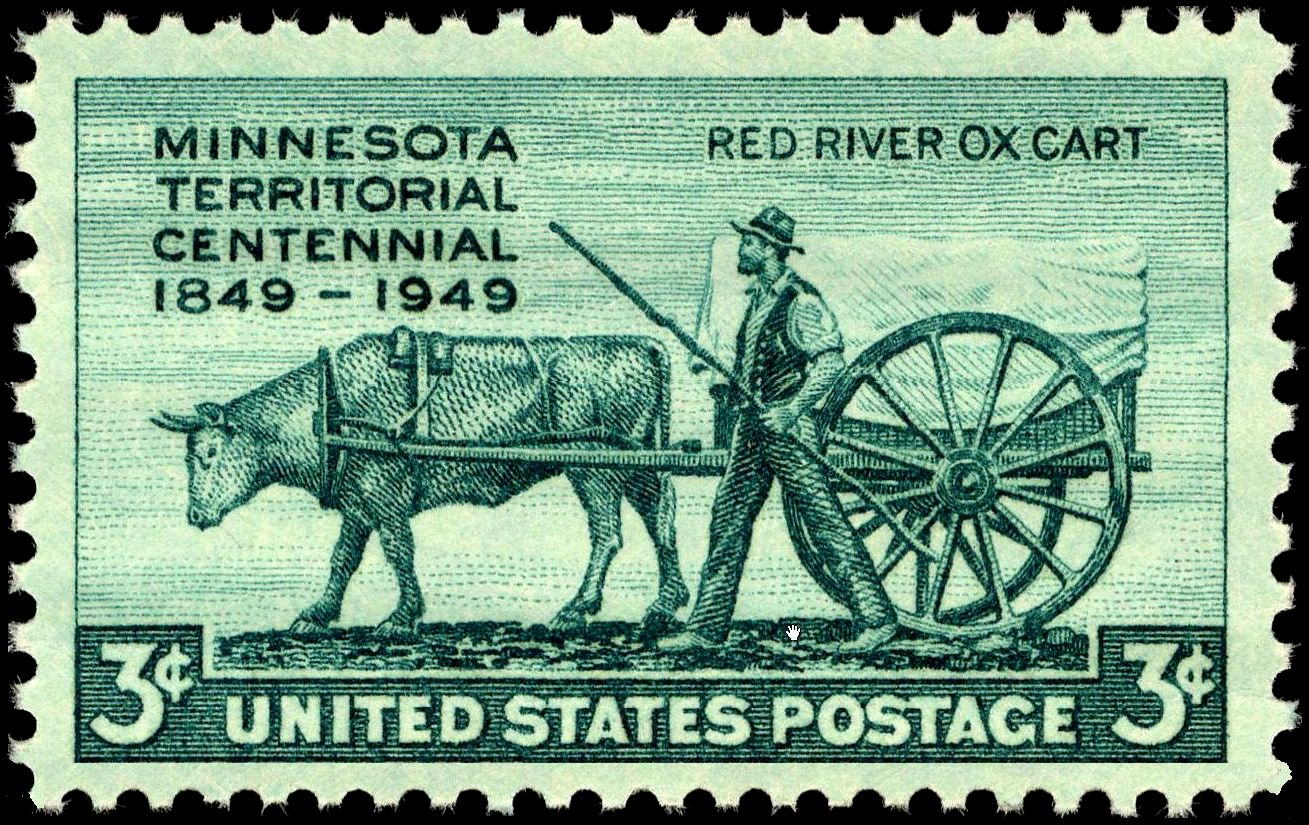
Timbre-poste commémoratif.

Le territoire du Minnesota (Minnesota Territory) est un territoire organisé des États-Unis du 3 mars 1849 au 11 mai 1858, jusqu'à l'admission du Minnesota comme 32e État de l'Union. Ses frontières d'origine incluaient le Minnesota actuel et la plupart de ce qui allait devenir le territoire du Dakota à l'est de la rivière Missouri. Le territoire du Minnesota comprenait aussi des portions du territoire du Wisconsin qui ne deviendront pas partie de l'État du Wisconsin, situé entre le Mississippi et le Wisconsin, dont la région d'Arrowhead Region.

## Histoire
Au moment de la formation, on estimait à 5 000 le nombre de colons vivant dans le territoire. Il n’y avait pas de routes partant du Wisconsin ou de l’Iowa voisins. L’accès le plus facile à la région se faisait par voie navigable, et le principal mode de transport était le bateau fluvial sur le Mississippi. Le territoire ne comptait que trois villes : Saint Paul, St. Anthony (maintenant partie de Minneapolis) et Stillwater. Les principales institutions du territoire étaient divisées entre les trois : Le capitole pour Saint Paul ; l'université du Minnesota pour Minneapolis et la prison territoriale pour Stillwater.
En 1851, fut signé entre la Nation amérindienne des Sioux et les États-Unis, le traité de la Traverse des Sioux qui dépossédait les tribus amérindiennes de nouveaux territoires au profit des colons américains.

## Gouverneurs du territoire
| # | Gouverneur           | Gouverneur | Début mandat  | Fin mandat    | Parti      |
| - | -------------------- | ---------- | ------------- | ------------- | ---------- |
| 1 | Alexander Ramsey     |            | 1er juin 1849 | 15 mai 1853   | Parti Whig |
| 2 | Willis Arnold Gorman |            | 15 mai 1853   | 23 avril 1857 | Démocrate  |
| 3 | Samuel Medary        |            | 23 avril 1857 | 24 mai 1858   | Démocrate  |